# Könnyűzenei zeneszerzők listája
A könnyűzenei zeneszerzők listája itthon és külföldön ismert zeneszerzők nevét tartalmazza. A névjegyzéket lemezkiadók és zeneműkiadók jegyzékei, valamint zenei gyűjtemények alapján állítottuk össze.

## Műfaj szerint

### Filmzene
- Burt Bacharach, 00001751821[* 1] (*1928)
- Klaus Badelt, 00249403565[* 1](*1968)
- John Barry,00002198612[* 1] (*1933)
- Elmer Bernstein, 00066100802[* 1] (1922–2004)
- Carter Burwell,00126066494[* 1] (*1955)
- Iszaak Oszipovics Dunajevszkij (1900–1955)
- Danny Elfman, (*1953)
- George Fenton, (*1950)
- Serge Gainsbourg,00011123948 (1928–1991)
- Philip Glass, (*1937)
- Elliot Goldenthal, (*1954)
- Jerry Goldsmith,00012178123 (1929–2004)
- Ron Goodwin, (1925–2003)
- Harry Gregson-Williams, (*1961)
- Bernard Herrmann, (1911–1975)
- Hiszaisi Dzsó 00036529379[* 1]
- Steve Jablonsky,00195588314[* 1] (*1970)
- Maurice Jarre, 00015165118 (1924–2009)
- Rolfe Kent, (*1963)
- Francis Lai, (*1932–2018)
- Michel Legrand, (*1932–2019)
- Albert Hay Malotte (1895–1964)
- Henry Mancini, 00019313012[* 1] (1924–1994)
- Cliff Martinez, (*1954)
- Ennio Morricone, 00021552128 (*1928)
- Thomas Newman, (*1955)
- Michael Nyman, (*1944)
- Rachel Portman, (*1960)
- John Powell, (*1963)
- Trevor Rabin, (*1954)
- Edward Shearmur, (*1966)
- Howard Shore, (*1946)
- Alan Silvestri, (*1950)
- Brian Tyler, (*1972)
- Tommy Vig, (*1938)
- John Williams, (*1932)
- Hans Zimmer, (*1957)

### Ragtime
- William Bolcom, (*1938)
- Zez Confrey
- Ben Harney, (1872–1938)
- Scott Joplin, (1867–1917)
- Joseph Lamb, (1887–1960)
- Artie Matthews, (1888–1958)
- Billy Mayerl, (1902–1959),
- Ernesto Nazareth, (1863–1934)
- David Thomas Roberts
- James Scott, (1885–1938)
- Wilber Sweatman, (1882–1961)

### Jazzésblues
- Count Basie, (1904–1984)
- Dave Brubeck, (*1920)
- John Coltrane, (1926–1967)
- Eichinger Tibor (1963–)
- Duke Ellington, (1899–1974)
- Herbie Hancock, (*1940)
- Theo Jörgensmann, (*1948)
- Krzysztof Komeda
- Charles Mingus, (1922–1979)
- Thelonious Monk, (1920–1982)
- Jelly Roll Morton, (1890–1941)
- Charlie Parker, (1920–1955)
- Bob Powell, (*1961)
- Billy Strayhorn, (1915–1967)
- Tommy Vig, (*1938)
- Fats Waller, (1904–1943)
- Clarence Williams, (1893–1965)

### Musical
- Leonard Bernstein - amerikai
- Bolba Tamás
- Dés László
- Elton John - brit
- Fenyő Miklós
- George Gershwin - amerikai
- Kocsák Tibor
- Jerome Kern - amerikai
- Lévay Szilveszter
- Mihály Tamás
- Cole Porter - amerikai
- Presser Gábor
- Richard Rodgers
- Claude-Michel Schönberg - francia
- Stephen Sondheim - amerikai
- Szörényi Levente, (*1945)
- Tolcsvay László, (*1950)
- Várkonyi Mátyás
- Andrew Lloyd Webber, (*1948), - angol
- Kurt Weill - német

### Dal, táncdal
- Bjoern Alberternst, német
- Eric Andersen
- Fabrizio De André, olasz
- India Arie
- Charles Aznavour, francia
- Lucio Battisti, olasz
- Bágya András, (1911–1992), magyar
- Harry Belafonte
- Irving Berlin, (1888–1989)
- Gilbert Bécaud, francia
- Georges Brassens, francia
- Jacques Brel, (1929–1978)
- Mariah Carey, amerikai
- Yvonne Chaka Chaka, dél-afrikai
- Manu Chao, spanyol
- Guy Clark
- Johnny Clegg, dél-afrikai
- Leonard Cohen, amerikai
- Judy Collins
- Carmen Consoli, olasz
- Jim Croce
- Cseh Tamás, (1943–2009), magyar
- John Denver, amerikai
- Donovan, angol
- Bob Dylan, amerikai
- Jack Elliott
- Cesária Évora, Cabo Verde (1941)
- Claude François, francia
- Serge Gainsbourg, francia (1928–1990)
- George Gershwin, (1898–1937)
- Ira Gershwin, (1896–1983)
- Przemysław Gintrowski, lengyel
- Steve Goodman
- Arlo Guthrie
- Woody Guthrie
- Tim Hardin
- James Harris, amerikai
- Carolyn Hester
- Horváth Jenő, (1915–1973), magyar
- Cisco Houston
- Paco Ibanez, spanyol
- Michael Jackson, amerikai
- Victor Jara, chilei
- Jacek Kaczmarski, lengyel
- Jonasz Kofta, lengyel
- Kris Kristofferson
- Karel Kryl, cseh
- Vlagyimir Iszakovics Lantsberg, orosz
- Terry Lewis, amerikai
- Gordon Lightfoot, angol
- Lisa Loeb
- Máté Péter, (1947–1984), magyar
- Don McLean
- Ralph McTell
- Pablo Milanés, kubai-spanyol
- Georges Moustaki, francia
- Bob Neuwirth, (1939–2022), amerikai
- Phil Ochs
- Odetta
- Tom Paxton
- Silvio Rodríguez, spanyol
- Dave van Ronk
- David Rovics, amerikai
- Tom Rush
- Damien Saez, francia
- Pete Seeger
- Seress Rezső, (1889–1968), magyar
- Eric von Schmidt
- Simon and Garfunkel
- Chris Smith, (1879–1949)
- Scott Stapp
- Cat Stevens
- Anne Sylvestre, (1934–2020), francia
- Albert von Tilzer, (1878–1956)
- Harry von Tilzer, (1872–1946)
- Tolcsvay László, (*1950), magyar
- Vlagyimir Szemjonovics Viszockij, orosz
- Tom Waits
- Diane Warren, amerikai
- Colin Wilkie
- Neil Young
- Townes van Zandt
- Zerkovitz Béla, (1881–1948), magyar

### Beat,rock and roll,rock
- Paul Anka, (*1941–)
- Brian Wilson, (*1942)
- Joan Armatrading
- David Bowie
- Billy Bragg, (*1957)
- Jackson Browne
- Kate Bush
- David Byrne
- Johnny Cash
- Eric Clapton
- Brian Eno, (*1948)
- Dan Fogelberg, (1951–2007)
- Peter Gabriel
- Barry Gibb, (*1946–), amerikai
- Mick Jagger, (*1943)
- Billy Joel
- Elton John, (*1947), angol, amerikai
- Kris Kristofferson
- John Lennon, (1940–1980), angol
- Brian May (*1947)
- Paul McCartney, (*1942), angol, amerikai
- Freddie Mercury (1946–1991)
- George Michael, (*1963)
- Joni Mitchell, (*1943)
- Van Morrison
- Randy Newman
- Mike Oldfield, (*1953)
- Roy Orbison, (1936–1988)
- Dolly Parton, (*1946)
- Presser Gábor, (*1948), magyar
- Lou Reed
- Neil Sedaka, (*1939)
- Paul Simon
- Patti Smith
- Bruce Springsteen
- Rod Stewart
- Szörényi Levente
- Rob Thomas
- Suzanne Vega
- Bobby Vinton
- Rick Wakeman
- Frank Zappa, (1940–1993)

### Pop és R&B
- Mariah Carey, (*1969), amerikai
- Michael Jackson, (1958–2009), amerikai
- Jimmy Jam és Terry Lewis, (*1959)-(*1956), amerikaiak
- Alicia Keys, (*1981), amerikai

### Folk
- Joan Baez, (*1941), ír-mexikói-amerikai
- John Denver

### Világzene
- Bob Marley (reggae), (1945–1981)

### Újhullám
- Enya, (*1961), ír
- Kevin Kern
- George Winston
- Sting, (*1951), brit
- Yanni

### Elektronikus zene
- Dead can Dance,
- Gigi D’Agostino, (*1967), olasz
- Jean-Michel Jarre, (*1948), francia
- Kitaró, (*1953), japán
- Klaus Schulze
- Vangelis (Vangélisz Papathanaszíu), (*1943), görög

## Videójáték
Lásd: Videójátékok zeneszerzőinek listája